# Wilma Conradi

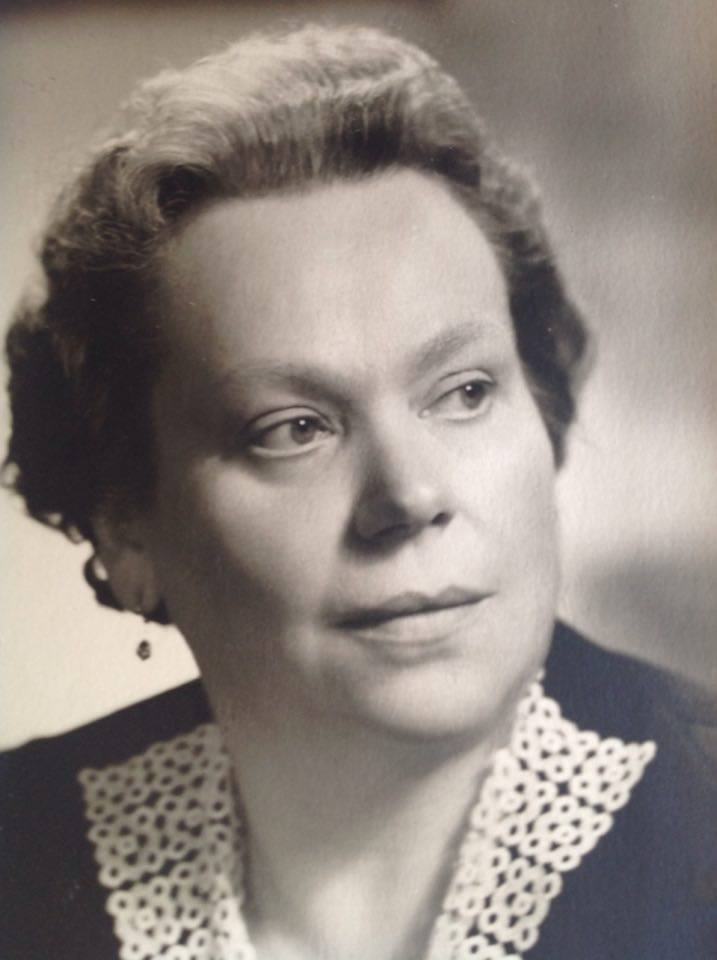
Wilma Conradi

Wilma Conradi (* 13. Mai 1905 in Hannover; † 27. Oktober 1992 ebenda) war eine sozialdemokratische Kommunalpolitikerin und Zeitzeugin der Arbeiterbewegung.

## Leben

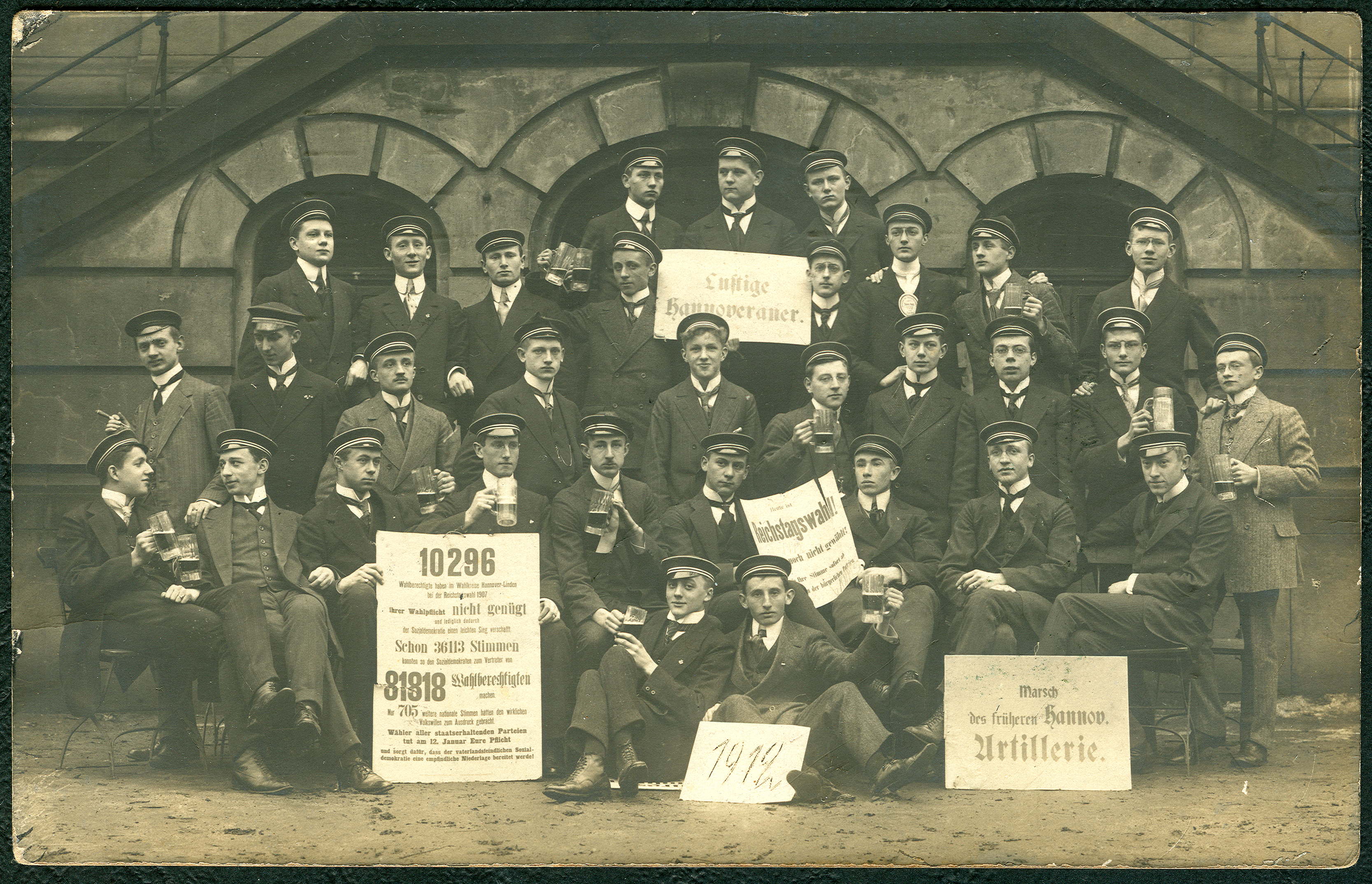
Studenten 1912 als demonstrative Befürworter der bürgerlichen Parteien

Wilma Conradi wuchs ab dem ersten Lebensjahr in der damals selbständigen Industriestadt Linden auf, wo ihr Vater bei der Hanomag arbeitete. Zeitlebens blieb Wilma Conradi in dem später hannoverschen Stadtteil wohnen. 1912 wohnte die Familie nahe dem Deisterplatz, als Wilma Conradis Vater nach der Reichstagswahl 1912 aus dem Wahllokal der Familie entgegenlief mit den Worten „Wir haben gesiegt! Wir haben gesiegt! Die Rote Fahne weht über Linden.“
Conradis Eltern waren Mitglieder der SPD, ihr Vater las der Familie regelmäßig aus der SPD-Zeitung Volkswille vor. Als Conradis Vater im August 1914 als Soldat in den Ersten Weltkrieg zog, arbeitete ihre Mutter als Schneiderin, um ihren Kindern eine gute Ausbildung zu ermöglichen. Wilma Conradi ging zunächst auf eine Volksschule, durfte aufgrund ihrer guten Leistungen dann aber eine sogenannte „Selectaklasse“ besuchen. Im Anschluss erhielt sie eine Freistelle in der städtischen Handelsschule für Mädchen.
Conradis Vater kam im September 1914 schwerverwundet in französische Kriegsgefangenschaft und kehrte erst im Februar 1920 mit einem lahmen Bein zurück. Ein Jahr lang fand er keine Arbeit, und so musste Wilma Conradi schon als Jugendliche und Älteste ihrer Geschwister ins Büro und auch abends arbeiten gehen, damit ihre jüngeren Brüder weiter die Schule besuchen konnten und die Familie versorgt war. So wechselte Conradi oft den Arbeitgeber und arbeitete zuletzt bei Kaffee Grote.
Zwei Jahre nach der Geburt ihrer Tochter fing sie erneut bei Grote an zu arbeiten. Durch das hohe Arbeitspensum fand Wilma Conradi nie die Zeit, sich in der Sozialistischen Arbeiter-Jugend zu engagieren.
Im Alter von 21 Jahren trat Wilma Conradi im Jahr 1926 in die SPD ein und aus der Kirche aus. Nach der Machtübernahme durch die Nationalsozialisten nahm Wilma Conradi an heimlichen Zusammenkünften ihrer SPD-Genossen teil.
Nach Kriegsende war Conradi Frauenleiterin in der hannoverschen SPD. Sie ließ sich von August Holweg überreden, sich im Rat Hannovers zu engagieren. Als sie am 13. Oktober 1946 als eine der ersten Frauen nach der Zeit des Nationalsozialismus und noch zur Zeit der Britischen Besatzungszone in den Stadtrat einzog, war Wilma Conradi 41 Jahre alt, geschieden und alleinerziehend.

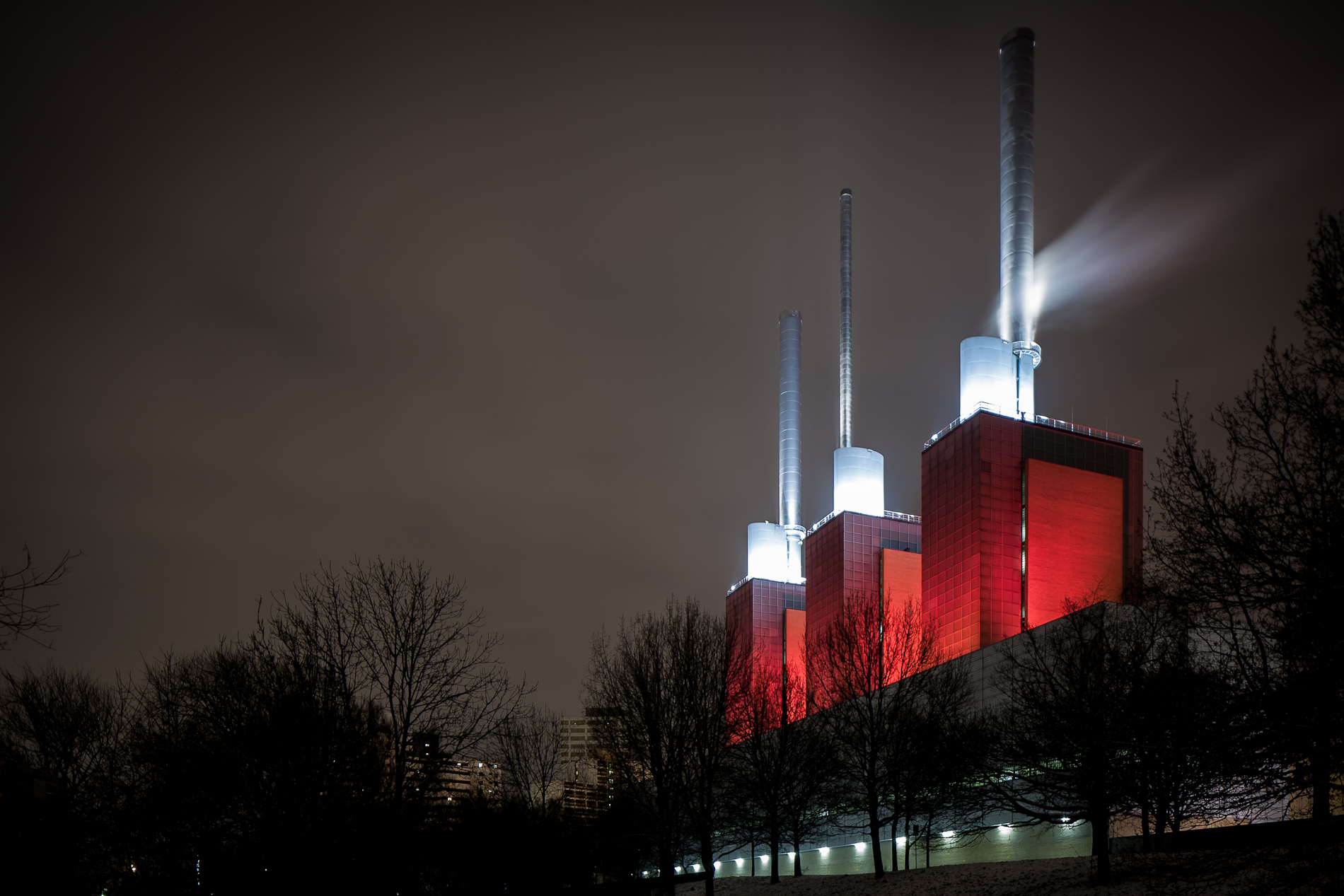
Die Energieversorgung durch das Heizkraftwerk Linden zählte zu Conradis vordringlichsten Engagement

In den Jahren 1952 bis 1965 arbeitete Conradi im SPD-Bezirksbüro für Hermann Schönleiter und Hans Striefler. Sie war vor allem im Werks-, Schul- und Bauausschuss tätig. Der Werksausschuss befasste sich mit der Versorgung der Stadt mit Wasser, Strom und Gas, da in zerstörten Stadt nur wenige Wohnungen funktionierende Leitungen hatten. Im Werksausschuss war Conradi mit der Planung und Koordination der Reparaturen befasst. Sie engagierte sich insbesondere für das Heizkraftwerk Linden. Nachdem die Stadtwerke Hannover in eine Aktiengesellschaft umgewandelt worden waren, wurde der Werksausschuss im Jahr 1970 aufgelöst.
Im Jahr 1964 wurde Wilma Conradi mit dem Ehrenring des Rates der Landeshauptstadt Hannover ausgezeichnet.
Die Verbundenheit mit ihrem Stadtteil Linden zeigte sich auch durch Conradis Einsatz für das Freizeitheim Linden, das 1961 als erstes seiner Art in Deutschland errichtet wurde.
Auch an der Durchsetzung der IGS Linden, der ersten Integrierten Gesamtschule in Hannover und im Jahr 1971 eine von nur sieben Versuchsschulen in Niedersachsen engagierte Conradi sich, zuletzt als Vorsitzende des Schulausschusses, für ein modernes Schulwesen.
Im Jahre 1972 schied Wilma Conradi aus ihrem Amt als Stadträtin aus. Sie starb im Oktober 1992.

## Wilma-Conradi-Weg

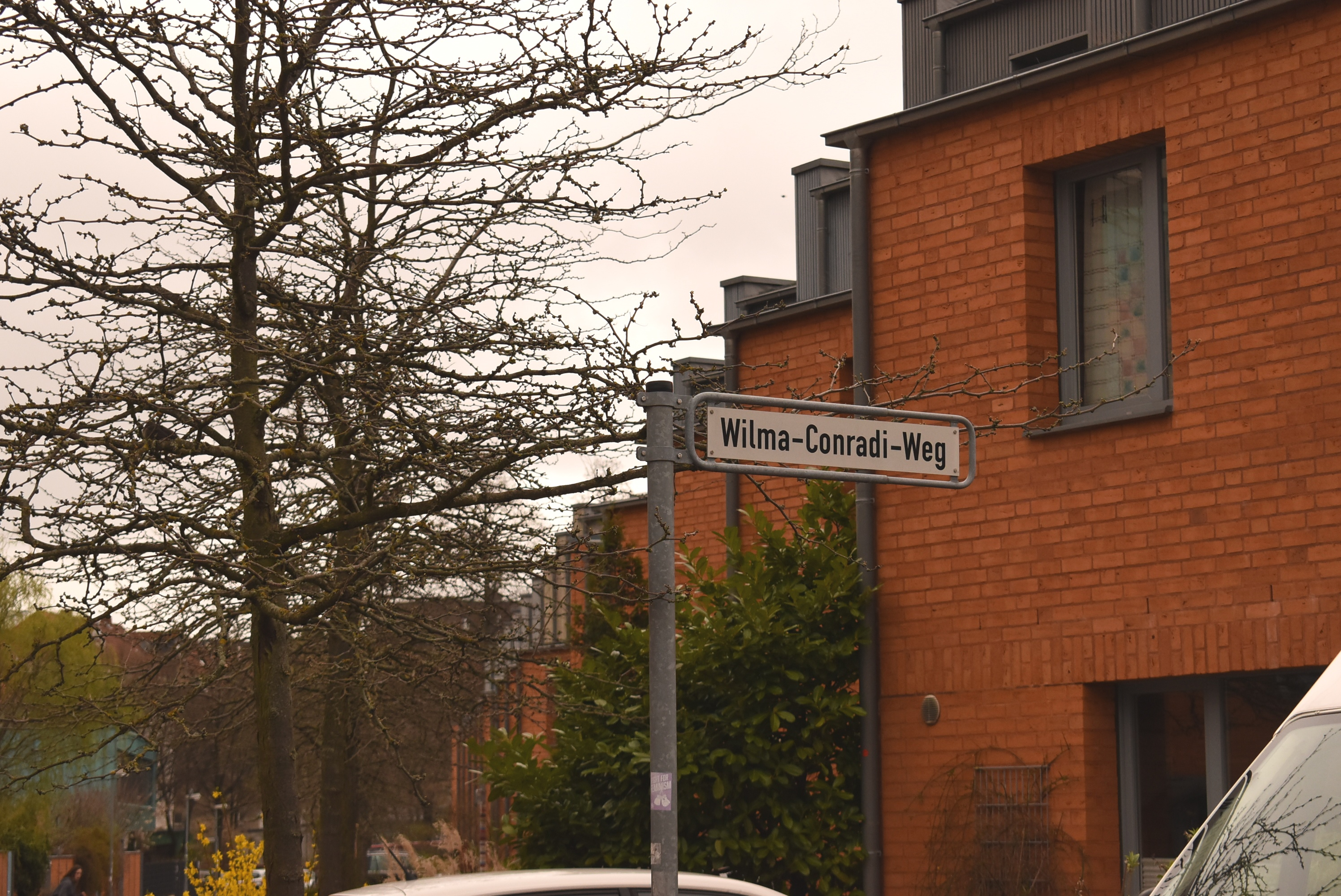
Der Wilma-Conradi-Weg in Hannover-Linden

Nach dem Beschluss der hannoverschen Ratsversammlung von 1999, zukünftig verstärkt Straßen, Wege, Plätze und Brücken nach weiblichen Persönlichkeiten zu benennen, die Bedeutendes in Hannover geleistet haben ehrte die Landeshauptstadt Wilma Conradi posthum durch die Namensgebung des Wilma-Conradi-Weges im Jahr 2003 im Stadtteil Linden-Mitte.